# 池本幹雄
池本 幹雄（いけもと みきお、1977年1月13日 - ）は、日本の漫画家。京都府出身。男性。

## 来歴
1997年3月、『週刊少年ジャンプ』（集英社）の新人コンクール「天下一漫画賞」に投稿作「COSMOS」が入選。『週刊少年ジャンプ』1997年30号に掲載される。同年6月、『PLASMA』（芸術生活社）に『COSMOS』を2年間連載。
1999年には同じタイトル同じ主人公の新作読切「COSMOS」を『週刊少年ジャンプ』1999年20号に掲載。この読切が当時『週刊少年ジャンプ』で『NARUTO -ナルト-』の連載準備をしていた岸本斉史の目にとまりアシスタントにスカウトされ、同年上京、『NARUTO』第7話ごろから連載終了まで15年アシスタントを務めた。
2016年、『週刊少年ジャンプ』2016年23号より、「NARUTO」の主人公うずまきナルトの息子ボルトを主人公に据えた漫画『BORUTO-ボルト- -NARUTO NEXT GENERATIONS-』を月一回の形式で連載。2019年に『Vジャンプ』（集英社）に移籍して連載中。

## 作品リスト

### 連載
- COSMOS（『PLASMA』1997年6月号 - 1999年9月号） - MIKIO IKEMOTO名義。
- BORUTO-ボルト- -NARUTO NEXT GENERATIONS-（原作・監修：岸本斉史、脚本：小太刀右京、『週刊少年ジャンプ』2016年23号[2] - 2019年28号[3]→『Vジャンプ』2019年9月号[4] - 連載中）

### 読み切り
- COSMOS（『週刊少年ジャンプ』1997年30号） - 1997年3月期天下一漫画賞入選。
- COSMOS（『週刊少年ジャンプ』1999年20号）

### 書籍
- 『BORUTO-ボルト- -NARUTO NEXT GENERATIONS-』、原作・監修：岸本斉史、脚本：小太刀右京、集英社〈ジャンプ コミックス〉2016年 - 2023年、全20巻
- 『BORUTO-ボルト- -TWO BLUE VORTEX-』、原作・監修：岸本斉史、集英社〈ジャンプ コミックス〉2024年 - 、既刊5巻（2025年7月4日現在）